# Ageville
Ageville település Franciaországban, Haute-Marne megyében. Lakosainak száma 302 fő (2022. január 1.). Ageville Esnouveaux, Lanques-sur-Rognon, Mennouveaux, Millières és Biesles községekkel határos.

## Népesség
A település népességének változása:
| Lakosok száma | 234  | 310  | 297  | 303  | 307  | 308  | 309  | 312  | 313  | 302  |
|               | 1968 | 1982 | 1990 | 2006 | 2013 | 2015 | 2017 | 2019 | 2020 | 2022 |